# Renealmia caucana
Renealmia caucana är en enhjärtbladig växtart som beskrevs av Paulus Johannes Maria Maas. Renealmia caucana ingår i släktet Renealmia och familjen Zingiberaceae. Inga underarter finns listade i Catalogue of Life.